# Perdita tortifoliae
Perdita tortifoliae är en biart som beskrevs av Cockerell 1906. Perdita tortifoliae ingår i släktet Perdita och familjen grävbin. Inga underarter finns listade i Catalogue of Life.